# Jennifer Ward-Lealand
Jennifer Cecily Ward-Lealand (nascuda el 8 de novembre de 1962) és una actor, directora, professora de teatre i cinema i coordinador d'intimitat de Nova Zelanda. Ha treballat durant 40 anys, apareixent en més de 120 representacions de teatre: grec, Shakespeare, drama, comèdia, ideat i teatre musical. Els seus crèdits a la pantalla inclouen la pel·lícula de 1993 Desperate Remedies, així com aparicions a The Footstep Man, el sabó Shortland Street i la sèrie de comèdia australiana Full Frontal.

## Biografia
Ward-Lealand va néixer a Wellington, Nova Zelanda a Philippa "Pippa" Mary (de soltera Ward) i Conrad Ainsley Lealand. Té una germana gran, Diana Mary Ward-Pickering i un mig germà Simcha Lindt. A partir dels set anys, després d'experimentar el brunzit d'unir-se al repartiment d'Oedipus Rex a Unity Theatre, Ward -Lealand sabia que volia ser actor.
Des de 1988 està casada amb l'actor Michael Hurst famós per Hercules: The Legendary Journeys. Es van conèixer al Theatre Corporate, i després van actuar el 22 espectacles junts, abans que els seus dos fills nasquessin el 1997 i el 1999. Els fills segueixen la "tradició familiar" treballant en la producció de cinema i música
El primer paper televisiu de Ward-Lealand va ser el de Jan a Close to Home (1978–1980). Va buscar oportunitats per desenvolupar les seves habilitats teatrals amb papers al Downstage Youth Theatre. Després de deixar l'escola, Ward-Lealand va passar un any de gira per Nova Zelanda en un grup de teatre comunitari, The Town and Country Players, realitzant espectacles de pallassos i apareixent a l'obra d'un acte d'Anton Txèkhov L'ós. Quan tenia disset anys, va tenir l'epifania que volia formar-se al Theatre Corporate, inspirada en una representació de Metamorfosi dirigida per Raymond Hawthorne.
Després d'assistir per primera vegada a una escola d'estiu a l'influent Theatre Corporate d'Auckland, Ward-Lealand va completar el 1982 un diploma d'un any d'actuació amb Paul Minnifie i Raymond Hawthorne com a professor/directors principals.  Acredita la seva intensa formació a Theatre Corporate amb la inculcació de disciplina, fortalesa i experiència en conjunt. El treball seguit entre les sales de Theatre Corporate i Mercury Teatre, amb oportunitats per desenvolupar un repertori clàssic de cabaret que mostra Ward-Lealand interpretant cançons d'Irving Berlin, Rodgers i Hart, Stephen Sondheim i Kurt Weill.
Mentrestant, Ward-Lealand va aparèixer al drama de televisió de curta durada Seekers, abans del seu gran paper televisiu a Danny and Raewyn, un episodi de la sèrie About Face. Filmada en gran part en un pis d'Auckland, tan estret que el càmera de vegades s'havia de seure als fogons, aquesta història de la ruptura de les relacions de la classe treballadora guanyaria a Ward-Lealand un premi GOFTA a la millor actriu. El mateix any Ward-Lealand va debutar a la gran pantalla com a cantant de discoteca Costello -i va cantar tres cançons- al thriller criminal de Wellington Dangerous Orphans.
El 2007, va fer una gira pel seu aclamat espectacle de cabaret Marlene Dietrich, Falling in Love Again (també el nom del seu primer CD en solitari) a Nova Zelanda i Austràlia. Més tard va fer una gira amb el mateix espectacle el 2018. La seva participació en el gènere de diva del cabaret es va convertir en un segell distintiu del seu estil com a cantant. El 2014, va estar de gira en solitari amb cançons de Jacques Brel a diversos festivals d'art: Auckland, Tauranga, Nelson, Christchurch i Taranaki. 
Ward-Lealand va ser membre de la junta fundadora de Watershed Theatre i cofundadora del Large Group and The Actors' Program. És mecenes de Q Theatre i és membre de la junta de confiança d'Arts Regional Trust i The New Zealand Actors Benevolent Fund. Defensora de la millora del treball dels actors. condicions i sou, Ward-Lealand és presidenta d'Equity New Zealand des del 2015. Després d'anys com a professora de l'ofici d'actuar, Ward-Lealand va començar a formar-se com a coordinadora d'intimitat el 2018, i el 2020 va ser contractada com a tal per El Senyor dels Anells: Els anells de poder d'Amazon Prime Video. Ha treballat en més de 40 espectacles en aquest paper com a coordinadora d'intimitat acreditada. El seu objectiu general és "millorar la vida dels actors" aplicant les directrius de bones pràctiques d'Equity New Zealand. Ward-Lealand també és mecenes de Theatre New Zealand, Òrgan central de la societat de teatre amateur de Zelanda.
Des que va actuar a Hedda Gabler, l'última producció de Theatre Corporate, Ward-Lealand ha contribuït amb papers importants al Silo Theatre, com Stevie a The Goat or Who is Sylvie d'Edward Albee. el 2005 amb el seu marit Michael Hurst. No obstant això, el seu repertori més extens ha estat programat per l'Auckland Theatre Company (ATC), com ara el paper en línia d'Arkadina el 2020 a la producció zoom de l'ATC de La gavina de Txékhov. Ward. -Lealand també ha fet aparicions com a convidada freqüent a les comèdies de Nadal de The Basement, tant si actuen Helen Clark com Dame Kiri Te Kanawa. Els papers de Ward-Lealand a les obres de teatre de Nova Zelanda inclouen Pass it On, The Bach, Via Satellite, The Sex Fiend, Rita and Angus i My Name is Gary Cooper. A través de lectures i tallers de teatre, també ha donat suport al desenvolupament de guions locals, com Pankhurst a Red de Dean Parker, o Irene a Flour de Briar-Grace Smith (Centrepoint Theatre's Desafiament de 24 hores en línia). Ward-Lealand porta una vida molt organitzada gràcies a les xerrades, els assajos, l'adjudicació, la tutoria de veu i les reunions de producció. El que l'inspira és "treballar amb grans persones en grans projectes".
Jennifer Ward-Lealand parla amb fluïdesa te reo, la llengua dels maoris de Nova Zelanda. Ward-Lealand, tot i que no és maori, va començar a aprendre l'idioma després de no poder respondre a un mihi tradicional o un discurs de benvinguda. Ha dirigit els guions d'Aroha Awaru, com ara Exclusive  el 2020. El 2021 va suposar un nou repte gràcies a la col·laboració amb Awaru i la productora Peata Melbourne. Ward-Lealand va assumir la direcció de pantalla del curtmetratge Disrupt sobre l'addicció a la P a Aotearoa, que va acabar amb un missatge d'esperança i redempció.

## Filmografia
| Any  | Títol                       | Peper             | Notes                                                   |
| ---- | --------------------------- | ----------------- | ------------------------------------------------------- |
| 1972 | Gone Up North for a While   | Noia              |                                                         |
| 1985 | Dangerous Orphans           | Teresa Costello   |                                                         |
| 1990 | Linda's Body                | Linda             | Curtmetratge                                            |
| 1992 | The Footstep Man            | Mirielle          |                                                         |
| 1993 | Desperate Remedies          | Dorothea Brook    |                                                         |
| 1994 | A Game with No Rules        | Lauren            | Curtmetratge                                            |
| 1994 | I'm So Lonesome I Could Cry | Jane              | Curtmetratge                                            |
| 1997 | The Ugly                    | Evelyn Cartwright |                                                         |
| 1999 | I'll Make You Happy         | Mel               |                                                         |
| 2000 | The Painted Lady            | Fay               | Curtmetratge                                            |
| 2004 | Fracture                    | Ulla Peet         |                                                         |
| 2013 | End of Daze                 | Wanda             |                                                         |
| 2018 | Vermilion                   | Darcy             |                                                         |
| 2021 | Dead                        | Janine            | Escrita per Thomas Sainsbury Dirigida oer Hayden J Weal |

| Any     | Títol                                   | Paper              | Notes                               |
| ------- | --------------------------------------- | ------------------ | ----------------------------------- |
| 1978–79 | Close to Home                           | Jan                | 3 episodis                          |
| 1986    | Seekers                                 | Nardia Alterman    | Paper recurrent (16 episodis)       |
| 1990    | The Billy T James Show                  | Raewyn             | 1 episodi                           |
| 1991    | For the Love of Mike                    | Betty-Sue          | 1 episodi                           |
| 1993–94 | Full Frontal                            | Various characters | Main cast (40 episodis)             |
| 1995    | Hercules: The Legendary Journeys        | Voluptua           | episodi: "All That Glitters"        |
| 1996–97 | Letter to Blanchy                       | Jane               | 3 episodis                          |
| 1996–98 | Shortland Street                        | Isobel Kearney     | Paper recurrent (60 episodis)       |
| 1997    | Xena: Warrior Princess                  | Boadicea           | episodi: "The Deliverer"            |
| 1999    | Xena: Warrior Princess                  | Zehra              | episodi: "The Play's the Thing"     |
| 1999    | Duggan                                  | Joanne Taylor      | 2 episodis                          |
| 2001    | Love Mussel                             | Doctor             | Television film                     |
| 2005    | Interrogation                           | Gail Mary Abbot    | episodi: "True Confessions"         |
| 2006    | Elgar's Enigma: Biography of a Concerto | Narrador           | Documental televisiu (paper de veu) |
| 2009–13 | Buzzy Bee and Friends                   | Dorable Duck       | Paper de veu (65 episodis)          |
| 2009    | The Jaquie Brown Diaries                | Louise Bouchet     | 2 episodis                          |
| 2012–14 | Auckland Daze                           | Wanda              | Paper recurrent (14 episodis)       |
| 2013    | Sunny Skies                             | Penny              | 1 episodi                           |
| 2013    | The Almighty Johnsons                   | Karen              | 3 episodis                          |
| 2015–17 | Find Me a Maori Bride                   | Narrator           | Paper de veu (15 episodis)          |
| 2015    | Newsworthy                              | Kalonike           | 1 episodi                           |
| 2016–17 | Auckward Love                           | Barbara            | 4 episodis                          |
| 2016    | Terry Teo                               | Barbara Bertinelli | episodi: "Baby Takes a Bullet"      |
| 2016    | Dirty Laundry                           | Donna              | Paper recurrent (13 episodis)       |
| 2021    | The Brokenwood Mysteries                | Patricia Wells     | episodi: "Exposed to the Light"     |
| 2022    | My Life Is Murder                       | Eva Borges         | episodi: "It Takes Two"             |

## Actuacions al teatre
Dotada amb el títol, Te Atamira (The Stage), Jennifer Ward-Lealand ha participat en més de 120 actuacions. Consulteu el seu lloc web per trobar treballs d'estudiants i dissenyats, lectures de jocs, tallers i aparicions de convidats.
| Any  | Títol                      | Obra                                                                | Paper                                       | Director                                          | Productor                                                                                            |
| ---- | -------------------------- | ------------------------------------------------------------------- | ------------------------------------------- | ------------------------------------------------- | --- |
| 1983 | King Lear                  | William Shakespeare                                                 | Regan                                       | Roger McGill                                      | Theatre Corporate                                                                                    |
| 1984 | Top Girls                  | Caryl Churchill                                                     | Angie and Pope Joan                         | Sarah Peirse                                      | Theatre Corporate                                                                                    |
| 1984 | Cabaret                    | John Kander, Fred Ebb, Joe Masteroff                                | Kit Kat Girl                                | Raymond Hawthorne                                 | Theatre Corporate                                                                                    |
| 1985 | Agnes of God               | John Pielmeier                                                      | Agnes                                       | Sarah Peirse                                      | Theatre Corporate at the Mercury Theatre                                                             |
| 1986 | The Trojan Women           | Eurípides                                                           | Helen                                       | Sarah Peirse                                      | Theatre Corporate                                                                                    |
| 1986 | Pass It On                 | Renee                                                               | Nell                                        | Roger McGill                                      | Theatre Corporate                                                                                    |
| 1986 | Hedda Gabler               | Henrik Ibsen                                                        | Hedda                                       | Colin McColl                                      | Theatre Corporate                                                                                    |
| 1987 | Breaking the Silence       | Stephen Poliakoff                                                   | Eugenia                                     | Alison Quignan                                    | Centrepoint Theatre                                                                                  |
| 1987 | Strip                      | Lorae Parry                                                         | Lavinia                                     | Ellie Smith                                       | Centrepoint Theatre and The Depot (Wellington)                                                       |
| 1987 | The Threepenny Opera       | Bertolt Brecht & Kurt Weill                                         | Polly Peachum                               | Colin McColl                                      | Downstage and Mercury                                                                                |
| 1988 | Nana                       | Olwen Wymark                                                        | Nana                                        | Paul Minifie                                      | Maidement Theatre                                                                                    |
| 1989 | A Marvellous Party         | Noël Coward                                                         | Singer / actor                              | Raymond Hawthorne                                 | The Gods, Mercury Theatre                                                                            |
| 1989 | The One that Got Away      | The Front Lawn                                                      | Glenda                                      | with Don McGlashan and Harry Sinclair             | From Centrepoint, Palmerston North to Edinburgh Festival 1990                                        |
| 1990 | The Threepenny Opera       | Bertolt Brecht &l Kurt Weill                                        | Polly Peachum                               | Michael Hurst                                     | Maidment Theatre                                                                                     |
| 1990 | Carousel                   | Rodgers and Hammerstein                                             | Carrie Pipperidge                           | Raymond Hawthorne                                 | Mercury Theatre                                                                                      |
| 1990 | A Slice of Saturday Night  | The Heather Brothers                                                | Frigid Bridget                              | Paul Minifie                                      | Mercury Theatre                                                                                      |
| 1991 | The Sex Fiend              | Stephen Sinclair and Danny Mulheron                                 | Eilleen                                     | Chris Scheil                                      | Mercury Theatre                                                                                      |
| 1991 | Via Satellite              | Antony McCarten                                                     | Lyn                                         | Paul Gittens                                      | Mercury Theatre                                                                                      |
| 1991 | Follies                    | Stephen Sondheim                                                    | Phyllis Rodgers-Stone                       | Bob Addisson                                      | Baycourt Theatre                                                                                     |
| 1991 | Mad                        | David Henry Hwang                                                   | Renee / Girl                                | Paul Minifie                                      | Mercury Theatre                                                                                      |
| 1992 | Cabaret                    | Kander/ Ebb / Masteroff                                             | Sally Bowles                                | Michael Hurst                                     | Watershed Theatre                                                                                    |
| 1992 | Twelfth Night              | William Shakespeare                                                 | Viola                                       | Glen Elston                                       | Adelaide International Festival of the Arts                                                          |
| 1993 | Exile                      | Stuart Hoar                                                         | Erin Lovelace                               | Jacqui Dunn                                       | Concert FM Radio Broadcast                                                                           |
| 1993 | Tell Me On a Sunday        | Stephen Sondheim                                                    | Girl                                        | Cath Cardiff.                                     | Auckland Philharmonia Orchestra                                                                      |
| 1995 | The Rocky Horror Show      | Richard O'Brien                                                     | Janet                                       | Nigel Triffit                                     | Paul Dainty/Stetson Productions; also toured St James Theatre in Wellington and Christchurch in 1995 |
| 1996 | Assassins                  | Stephen Sondheim                                                    | Sara Jane Moore/Emma Goldman                | Simon Bennett                                     | Watershed Theatre                                                                                    |
| 1998 | The Herbal Bed.            | Peter Whelan                                                        | Susanna Hall                                | Raymond Hawthorne                                 | Auckland Theatre Company                                                                             |
| 2000 | Into the Woods.            | Stephen Sondheim                                                    | Witch                                       | Raymond Hawthorne                                 | Auckland Theatre Company                                                                             |
| 2002 | Old Times                  | Harold Pinter                                                       | Anna                                        | Paul Gittins                                      | (potent pause) Productions                                                                           |
| 2003 | The Graduate.              | Terry Kohnson                                                       | Mrs Braddock                                | Simon Prast                                       | ATC                                                                                                  |
| 2003 | Marlene                    | Pam Gems                                                            | Marlene                                     | Ilona Rodgers                                     | (potent pause) Productions, Baycourt Centennial Theatre, Tauranga                                    |
| 2004 | The Talented Mr Ripley.    | Phyllis Nagy                                                        | Emily Greenleaf / Aunt Dottie               | Oliver Driver                                     | ATC at The Maidment                                                                                  |
| 2004 | The Bach.                  | Stephen Sinclair                                                    | Sally                                       | Sarah Peirse                                      | Auckland Theatre Company                                                                             |
| 2005 | The Goat or Who is Sylvia? | Edward Albee                                                        | Stevie Gray                                 | Oliver Driver                                     | Silo Theatre                                                                                         |
| 2006 | Twelfth Night.             | Shakespeare                                                         | Olivia                                      | Michael Hurst                                     | ATC at The Maidment                                                                                  |
| 2006 | Berlin Cabaret of Desire   | Conceived by John Verryt, Jennifer Ward-Lealand and Paul Barrett    | Singer                                      | John Verryt                                       | |
| 2007 | Decadence                  | Steven Berkoff                                                      | Helen and Sybil                             | Paul Gittins                                      | |
| 2007 | My Name is Gary Cooper.    | Victor Rodger                                                       | Connie White                                | Roy Ward                                          | |
| 2008 | The Threepenny Opera       | Bertolt Brecht & Kurt Weill                                         | Jenny Diver                                 | Michael Hurst & Grant Winterburn                  | |
| 2009 | Creditors                  | August Strindberg                                                   | Tekla                                       | Paul Gittins, Michael Hurst                       | |
| 2009 | Oliver!.                   | Lionel Bart                                                         | Mrs Sowerberry/ Mrs Bedwin                  | Raymond Hawthorne                                 | ATC at The Maidment                                                                                  |
| 2010 | That Face                  | Polly Stenham                                                       | Mother                                      | Shane Bosher                                      | Silo at Herald Theatre                                                                               |
| 2010 | August: Osage County.      | Tracey Letts                                                        | Barbara Fordham                             | Colin McColl                                      | ATC at The Maidment                                                                                  |
| 2010 | TOYS                       | Natalie Medlock and Dan Musgrove                                    | Barbie                                      | Cameron Rhodes/Toby Leach                         | Royale Productions                                                                                   |
| 2010 | Le Sud.                    | Dave Armstrong                                                      | Dominique Le Bons                           | Raymond Hawthorne                                 | ATC at The Maidment                                                                                  |
| 2011 | Poor Boy.                  | Matt Cameron & Tim Finn                                             | Viv                                         | Raymond Hawthorne, John Gibson – Musical Director | ATC at The Maidment                                                                                  |
| 2011 | Rita & Douglas             | Dave Armstrong adaptor                                              | Rita Angus                                  | Conrad Newport                                    | Circa One. Performed with Michael Houston. Toured to Queenstown and Lake Wanaka                      |
| 2012 | Copenhagen                 | Michael Frayn                                                       | Margrethe Bohr                              | Alex Bonham                                       | Northern Lights Theatre Production Company                                                           |
| 2013 | Red Rabbit, White Rabbit   | Nassim Soleimanpour                                                 | Solo                                        | Audience interaction                              | Q Theatre                                                                                            |
| 2013 | Between the Sheets         | Jordi Mand.                                                         | Marion                                      | Sophie Roberts                                    | The Large Group/Royale Productions at The Basement                                                   |
| 2014 | Brel                       | Compiled                                                            | Singer                                      | Michael Hurst                                     | Silo Theatre                                                                                         |
| 2014 | Luncheon                   | Aroha Awaru                                                         | Elsa Lanchester                             | Katie Wolfe                                       | Basement Theatre                                                                                     |
| 2015 | Rupert.                    | David Williamson                                                    | Anna Murdoch / Pat Murdoch / Rebekah Brooks | Colin McColl                                      | ATC                                                                                                  |
| 2015 | Lysistrata.                | Aristòfanes                                                         | Kalonike                                    | Michael Hurst                                     | ATC at the Q Theatre                                                                                 |
| 2016 | The Book of Everything     | adapted by Richard Tulloch from a book by Guus Kuijer               | Auntie Pie                                  | Sophie Roberts                                    | Silo Theatre at Q Theatre then on tour to Hamilton, Napier, Palmerston North and New Plymouth,       |
| 2018 | Mrs Warren's Profession.   | G B Shaw                                                            | Mrs Warren                                  | Eleanor Bishop                                    | ATC at the ASB Waterfront                                                                            |
| 2019 | Six Degrees of Separation. | John Guare                                                          | Ouisa                                       | Colin McColl                                      | ATC at the ASB Waterfront                                                                            |
| 2019 | The Blind Date Project     | Bojana Novakovic & Mark Winter with Thomas Henning & Tanya Goldberg | Adele                                       | Sophie Roberts                                    | Silo Theatre                                                                                         |
| 2020 | Chekhov's The Seagull.     | Eli Kent & Eleanor Bishop                                           | Arkadina                                    | Eleanor Bishop                                    | ATC on Stage Screen; online zoom of 4 half hour sessions                                             |
| 2021 | Two Ladies.                | Nancy Harris                                                        | Helene                                      | Colin McColl                                      | ATC at the ASB Waterfront                                                                            |
| 2022 | The Unruly Tourists        | Luke di Soma with librettists: Livi Rehana & Amanda Kennedy         | Barbara Doran                               | Thomas de Mallet Burgess                          | NZ Opera                                                                                             |

## Reconeixements
La contribució de Ward-Lealand al teatre de Nova Zelanda va ser reconeguda als Honors d’Any Nou del 2007 amb la seva investidura com a Oficial de l'Orde del Mèrit de Nova Zelanda, pels serveis al teatre i la comunitat.
El 2017 Ward-Lealand va rebre el nom de Te Atamira (L'escenari) per Sir Tīmoti Kāretu i el desaparegut professor Te Wharehuia Milroy.
L'octubre de 2018 se li va lliurar un Pergamí d'Honor del Variety Artists Club of New Zealand per la seva contribució a l'entreteniment de Nova Zelanda.
El 2019 Ward-Lealand fou premiada amb el Westpac Women of Influence Award for Arts & Culture i va guanyar un premi a l'excel·lència com a actriu als Accolade Global Film Competitions. 
En els Honors d'Any Nou 2019 Ward-Lealand va ser nomenada Companya de l'Orde del Mèrit de Nova Zelanda, pels serveis al teatre, el cinema i la televisió i per la seva defensa de les condicions laborals i salarials dels actors. l mateix any, va guanyar els New Zealand Women of Influence Award a la secció d'Arts i Cultura.
El 2020 va ser guardonada amb el Premi Centenari pel Dia Internacional de la Dona pel Zonta Club d'Auckland i E Tū Unionista de l'any (amb Marianne Bishop). També va guanyar el Premi Nova Zelanda de l'Any de 2020, sent reconeguda per la seva dedicació a les arts escèniques i el seu compromís i passió pel te reo Maori.